# 時間停止的冰封校舍
《時間停止的冰封校舍》是日本小說家辻村深月的出道作，是第31屆梅菲斯特獎的得獎作品，原標題為。2004年由講談社出版，全3冊。

## 劇情概要
私立青南高中的學院祭期間，一名高三學生跳樓自殺。兩個月後，八名高三學生發現他們被困在大雪紛飛的校舍，任何逃脫手段皆不可行，且所有鐘錶都停止在五點五十三分。八人察覺到這一切和那起跳樓事件有關，但卻想不起死者是誰，可能是與他們有關的人，也可能就是他們其中一人。為了逃出，他們必須努力想起自殺者的身分。

## 出版書籍
一般版
| 卷數 | 講談社Novels | 講談社Novels        | 時報出版      | 時報出版               |
| 卷數 | 發售日期     | ISBN                | 發售日期      | ISBN                   |
| ---- | ------------ | ------------------- | ------------- | ---------------------- |
| 1    | 2004年6月5日 | ISBN 978-4061823754 | 2017年1月20日 | ISBN 978-957-13-6870-2 |
| 2    | 2004年7月5日 | ISBN 978-4061823785 | 2017年1月20日 | ISBN 978-957-13-6871-9 |
| 3    | 2004年8月5日 | ISBN 978-4061823822 | 2017年1月20日 | ISBN 978-957-13-6872-6 |

文庫版
| 卷數 | 講談社文庫    | 講談社文庫          | 新星出版社 | 新星出版社 |
| 卷數 | 發售日期      | ISBN                | 發售日期   | ISBN       |
| ---- | ------------- | ------------------- | ---------- | ---------- |
| 上   | 2007年8月10日 | ISBN 978-4062758222 | 2015年11月 |            |
| 下   | 2007年8月10日 | ISBN 978-4062758239 | 2015年11月 |            |

限定愛藏版
| 卷數 | 講談社文藝文庫 | 講談社文藝文庫         |
| 卷數 | 發售日期       | ISBN                   |
| ---- | -------------- | ---------------------- |
| 全   | 2019年6月7日   | ISBN 978-4-06-516161-6 |

## 改編漫畫
本作的漫畫版由新川直司作畫，同時也是新川的出道作。漫畫版於講談社漫畫雜誌《月刊少年Magazine》的2008年1月號至2009年5月號間連載。

### 出版書籍
| 1. "返校日"（）（《月刊少年Magazine》2008年1月號） 2. "想起來了？"（）（2008年2月號） 3. "鐘聲"（）（2008年3月號） 4. "尚未結束"（）（2008年4月號） |

| 1. "蘭戈利爾事件"（）（2008年5月號） 2. "虛像與實像"（）（2008年6月號） 3. "櫻花時節"（）（2008年7月號） 4. "青南祭"（）（2008年8月號） |

| 1. "免罪牌"（）（2008年9月號） 2. "相信"（）（2008年10月號） 3. "姊妹"（）（2008年11月號） 4. "幽暗之光"（）（2008年12月號） |

| 1. "面具"（）（2009年1月號） 2. "陽光普照的家"（）（2009年2月號） 3. "最初的地方"（）（2009年3月號） 4. "解答"（）（2009年4月號） 5. "畢業典禮"（）（2009年5月號） |

中譯本
| 卷數 | 東立出版社    | 東立出版社             |
| 卷數 | 發售日期      | ISBN                   |
| ---- | ------------- | ---------------------- |
| 1    | 2011年3月23日 | ISBN 978-986-10-6785-8 |
| 2    | 2011年3月23日 | ISBN 978-986-10-6786-5 |
| 3    | 2011年8月9日  | ISBN 978-986-10-6787-2 |
| 4    | 2011年9月5日  | ISBN 978-986-10-6788-9 |

文庫版
| 卷數 | 講談社        | 講談社                 |
| 卷數 | 發售日期      | ISBN                   |
| ---- | ------------- | ---------------------- |
| 上   | 2012年9月14日 | ISBN 978-4-06-277366-9 |
| 下   | 2012年9月14日 | ISBN 978-4-06-277367-6 |